# Distretto di Hunjiang
Il distretto di Hunjiang (浑江区S, Húnjiāng QūP) è un distretto della Cina, situato nella provincia di Jilin e amministrato dalla prefettura di Baishan.